# 滋賀県道534号藺生日置前線
滋賀県道534号藺生日置前線（しがけんどう534ごう ゆうひおきまえせん）は、滋賀県高島市を通る一般県道である。

## 概要
高島市今津町藺生から高島市今津町日置前に至る。
箱館山スキー場へは、この県道を利用する。

### 路線データ
- 起点：高島市今津町藺生（国道303号交点）
- 終点：高島市今津町日置前（日置前平ヶ崎交差点、滋賀県道335号今津マキノ線交点）
- 総延長：4.7 km

## 地理

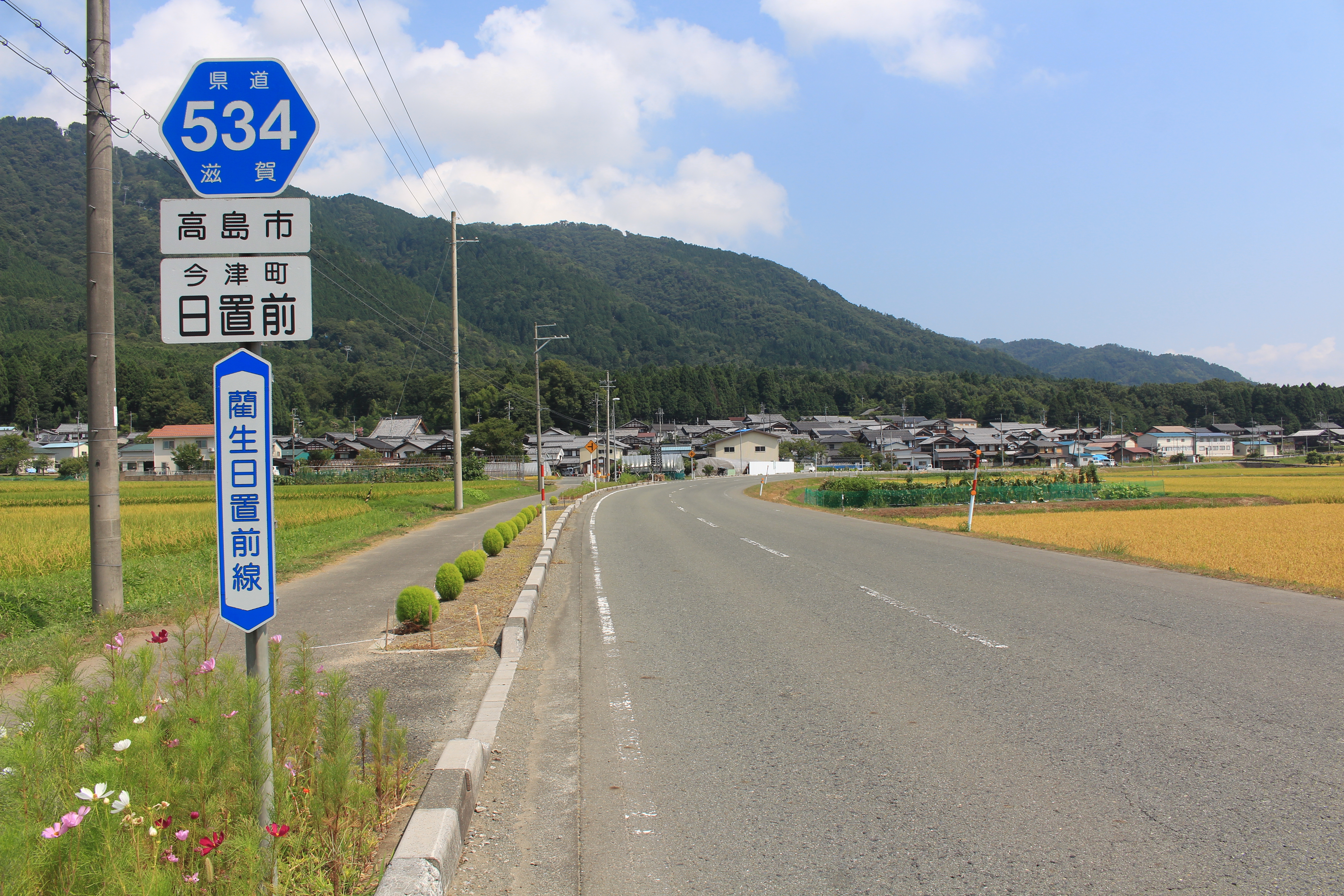
滋賀県道534号藺生日置前線、高島市今津町日置前
2016年8月

### 通過する自治体
- 高島市

### 交差する道路
| 交差する道路                            | 交差する場所 | 交差する場所              |
| --------------------------------------- | ------------ | ------------------------- |
| 国道303号 / 若狭街道                    | 今津町藺生   | 起点                      |
| 国道161号 / 湖北バイパス 国道303号 重複 | 今津町日置前 | 日置前大塚交差点          |
| 滋賀県道335号今津マキノ線 / 西近江路    | 今津町日置前 | 日置前平ヶ崎交差点 / 終点 |

### 沿線
- 今津総合運動公園（高島市今津町日置前）
- 日置神社（高島市今津町酒波）
- 酒波寺（高島市今津町酒波）
- 王塚古墳
- 北部消防署（高島市今津町日置前）